# Жанетт Мібург
Жанетт Мібург (англ. Jeanette Myburgh, 16 вересня 1940) — південноафриканська плавчиня.
Бронзова медалістка Олімпійських Ігор 1956 року.